# Борима
Борима (болг. Борима) — село в Болгарии. Находится в Ловечской области, входит в общину Троян. Население составляет 905 человек.

## Политическая ситуация
В местном кметстве Борима, в состав которого входит Борима, должность кмета (старосты) исполняет Смаил  Шукриев Афызов (Движение за права и свободы (ДПС)) по результатам выборов.
Кмет (мэр) общины Троян — Минко Цочев Акимов (Граждане за европейское развитие Болгарии (ГЕРБ)) по результатам выборов.